# 다이메틸벤질아민
다이메틸벤질아민(영어: dimethylbenzylamine)은 화학식이 C6H5CH2N(CH3)2인 유기 화합물이다. 분자은 다이메틸아미노기에 부착된 벤질기로 구성된다. 다이메틸벤질아민은 무색의 액체이다. 다이메틸벤질아민은 폴리우레탄 폼 및 에폭시 수지의 형성을 위한 촉매로 사용된다.

## 합성
N,N-다이메틸벤질아민은 벤질아민의 에쉬바일러-클라크 반응에 의해 합성될 수 있다.

## 반응
다이메틸벤질아민은 다음과 같이 뷰틸리튬으로 오쏘 메탈화를 겪는다.
[C6H5CH2N(CH3)2 + BuLi → 2-LiC6H4CH2N(CH3)2
LiC6H4CH2N(CH3)2 + E+ → 2-EC6H4CH2N(CH3)2
이러한 반응을 통한 많은 유도체들이 화학식 2-X-C6H4CH2N(CH3)2 (E = SR, PR2, 등)으로 알려져 있다.
아민은 염기성이며 알킬 할라이드(예: 헥실 브로마이드)로 4차화되어 4차 암모늄 염을 생성한다.
[C6H5CH2N(CH3)2 + RX →    [C6H5CH2N(CH3)2R]+X−
이러한 염은 유용한 상간 이동 촉매이다.

## 같이 보기
- 벤질아민
- 에쉬바일러-클라크 반응